# Silkpunk
Silkpunk – nurt stylistyczny w kulturze, gatunek pochodny steampunku. Łączy fantastykę z technologią zainspirowaną wschodnioazjatycką starożytnością. Skupia się na technologiach i urządzeniach wykonanych z tworzyw naturalnych takich jak jedwab oraz na biomechanice. Książki napisane w tym nurcie to między innymi trylogia Kena Liu Pod sztandarem dzikiego kwiatu.